# Insider trading
Insider trading (lub insider dealing) – transakcje papierami wartościowymi notowanymi na rynku giełdowym danej spółki dokonywane przez osoby mające dostęp do informacji niejawnych dotyczących tej spółki i wykorzystujące te informacje do osiągnięcia prywatnego zysku. 
Insider trading (przynajmniej jeżeli chodzi o obrót akcjami) jest zakazany w większości państw (m.in. od 1934 roku w Stanach Zjednoczonych i od 1980 roku w Wielkiej Brytanii).

## Insider trading w Polsce
Zgodnie z ustawą o obrocie instrumentami finansowymi i stanowiskiem Komisji Nadzoru Finansowego nie zabrania się takim osobom (mającym dostęp do informacji niejawnych dotyczących spółki) dokonywania transakcji na papierach wartościowych swoich spółek, lecz obowiązują ich ściśle określone rygory, np. nie mogą tego robić, gdy posiadają ważne informacje, o których jeszcze nie poinformowano rynku, a które mogłyby wpłynąć na kurs papierów wartościowych.
Do takich osób należą najczęściej:
- tzw. insiderzy – osoby zatrudnione w danej spółce publicznej
- audytorzy i brokerzy – osoby zatrudnione w innych podmiotach mających uprzywilejowany dostęp do informacji niejawnych z tytułu pełnionej funkcji na rzecz spółki.

W polskich warunkach najczęściej dotyczy to:
- akcji spółek akcyjnych notowanych na warszawskiej giełdzie
- obligacji spółek i innych podmiotów notowanych na Catalyst

Transakcje dokonywane przez ww. osoby z wykorzystaniem informacji niejawnych są karane z mocy ustawy ze względu na to, że posiadając ważne informacje przed ich upublicznieniem można łatwo przewidzieć jaka będzie reakcja rynku po ich publikacji i wykorzystać to w celu osiągnięcia zysku.